# Ohotîn, Luțk
Ohotîn (în ucraineană Охотин) este un sat în comuna Șepel din raionul Luțk, regiunea Volînia, Ucraina.

## Demografie
Componența lingvistică a localității Ohotîn
     Ucraineană (99,62%)
     Alte limbi (0,38%)
Conform recensământului din 2001, majoritatea populației localității Ohotîn era vorbitoare de ucraineană (99,62%), existând în minoritate și vorbitori de alte limbi.